# هرمان وایگل
هرمان وایگل (آلمانی: Herman Weigel؛ زادهٔ ۲۲ مارس ۱۹۵۰) فیلم‌نامه‌نویس و تهیه‌کننده اهل آلمان است.
از فیلم‌هایی که وی در آن‌ها نقش داشته است می‌توان به داستان بی‌پایان اشاره نمود.